# Saint-Bauzille-de-Montmel
Saint-Bauzille-de-Montmel település Franciaországban, Hérault megyében. Lakosainak száma 1212 fő (2022. január 1.). Saint-Bauzille-de-Montmel Montaud, Carnas, Buzignargues, Fontanès, Galargues, Sainte-Croix-de-Quintillargues, Saint-Mathieu-de-Tréviers és Vacquières községekkel határos.

## Népesség
A település népessége az elmúlt években az alábbi módon változott:
| Lakosok száma | 354  | 456  | 479  | 883  | 985  | 1003 | 1022 | 1074 | 1147 | 1212 |
|               | 1968 | 1982 | 1990 | 2006 | 2013 | 2015 | 2017 | 2019 | 2020 | 2022 |